# BA-3
BA-3装甲車はソビエト連邦の装甲車である。

## 概要
1920年代後半の労農赤軍は初の国産装甲車であるBA-27と改良型のBA-27Mを主力装甲車としていたが、これらを近代化した新型装甲車の必要性が1930年代に入って間もなく考えられた。
そこでレニングラードにあるイジョルスキー製作所はまず電気溶接や低車高など防御面での改良を行い、自らの工場名の頭文字を冠したBA-Iを開発、量産に至る。
BA-Iを繋ぎとして開発が続けられたのがBA-3及びBA-3の機械的信頼性向上と軽量化を行ったBA-6である。

## 性能
基本的なつくりはBA-Iと共通であり、装甲厚などもほぼ共通である。
BA-Iとの大きな違いとして、当時労農赤軍が主力戦車として運用していたBT戦車やT-26の主砲である46口径45mm戦車砲が採用されている。これはBA-Iの37mm砲同様360°旋回が可能であり、弾数もほぼ同程度車載することが出来た。
時速も最高63km/hと快速であり、武装の面でも最新戦車と渡り合えるレベルであった為、BA-3は当時としては世界で最も強力な装甲車の一つであった。
しかしシャーシは貨物トラックの物であり、それを改造無しに用いたため、路外走行時にサスペンションが破損するトラブルが相次いだ。またギアも路外走行に向いた調整がされておらず、エンストが起こりやすかった。

## 参加した戦闘
- スペイン内戦
- 張鼓峰事件
- ノモンハン事件
- 冬戦争
- 独ソ戦

## 運用
初めての実戦は事前に開発されたBA-Iや後続のBA-6らと共にスペイン内戦となった。その他ソ連が初めて連邦外に成立させた社会主義国であるモンゴル人民共和国にも供与されたとされ、また張鼓峰事件にも姿を見せている。
労農赤軍自身による本格的な初運用はノモンハン事件であり、BA-3を含む雑多且つ大量の装甲車を以って補給の差でソ連は戦略的には勝利を収める。
しかしノモンハン事件においてはソ連の装甲車両の多くは日本軍の貫通力が低い戦車砲はおろか、BA-3などその中でも装甲の薄い車両は、7.7mm重機関銃にさえ耐えきれず、多大な損害を出した。これはBA-3の後続車両であるBA-10なども同様であった。
ノモンハン事件以降もBA-3などの装甲車両の多くは極東方面に配備されていたが、1930年代末にドイツとの関係が怪しくなり、日ソ中立条約が締結されるに伴い他の多くの装甲車両と共に対独戦線に回されるが、独ソ戦が始まると初期の労農赤軍の稚拙な運用によってここでも多くの車両が失われる。
しかし第二次世界大戦を通して運用は続けられ、1945年時点でも10台程度が生き残っており、終戦後にようやく制式装備から外された。
1両がクビンカ戦車博物館に現存している。